# Wola Rychwalska
Wola Rychwalska (prononciation : [ˈvɔla rɨxˈfalska]) est un village polonais de la gmina de Rychwał dans le powiat de Konin de la voïvodie de Grande-Pologne dans le centre-ouest de la Pologne.
Il se situe à environ 2,6 kilomètres à l'est de Rychwał (siège de la gmina), à 15 kilomètres au sud de Konin (siège du powiat) et à 92 kilomètres à l'est de Poznań (capitale régionale).

## Histoire
De 1975 à 1998, le village faisait partie du territoire de la voïvodie de Konin.

Depuis 1999, Wola Rychwalska est situé dans la voïvodie de Grande-Pologne.